# خوسيه راؤول فيرا لوبيز
خوسيه راؤول فيرا لوبيز (بالإسبانية: José Raúl Vera López)‏ هو كاهن كاثوليكي وناشط حقوق الإنسان مكسيكي، ولد في 21 يونيو 1945 في Acámbaro ‏ في المكسيك.